# Planchette photographique
Monté sur l'axe rotatif d'un solide trépied, une planchette photographique produisait des photographies à effet de distorsion anamorphique résultant d'une prise de vue à 360 degrés.

## Historique
Brevetée en 1858, l'invention d'Auguste Chevallier permettait de résoudre « les problèmes de l'application de la photographie à la topographie, en donnant à la fois le point de station, les azimuts et les différences de niveau, de telle sorte que l'image, sans l'intermédiaire d'aucune construction géométrique, servait directement à la construction du plan ». 
L'appareil présenté dans cet article est le seul préservé dans son état complet, avec toutes ses optiques. Il fut employé en 1866 pour réaliser les clichés panoramiques du Château de Pierrefonds.

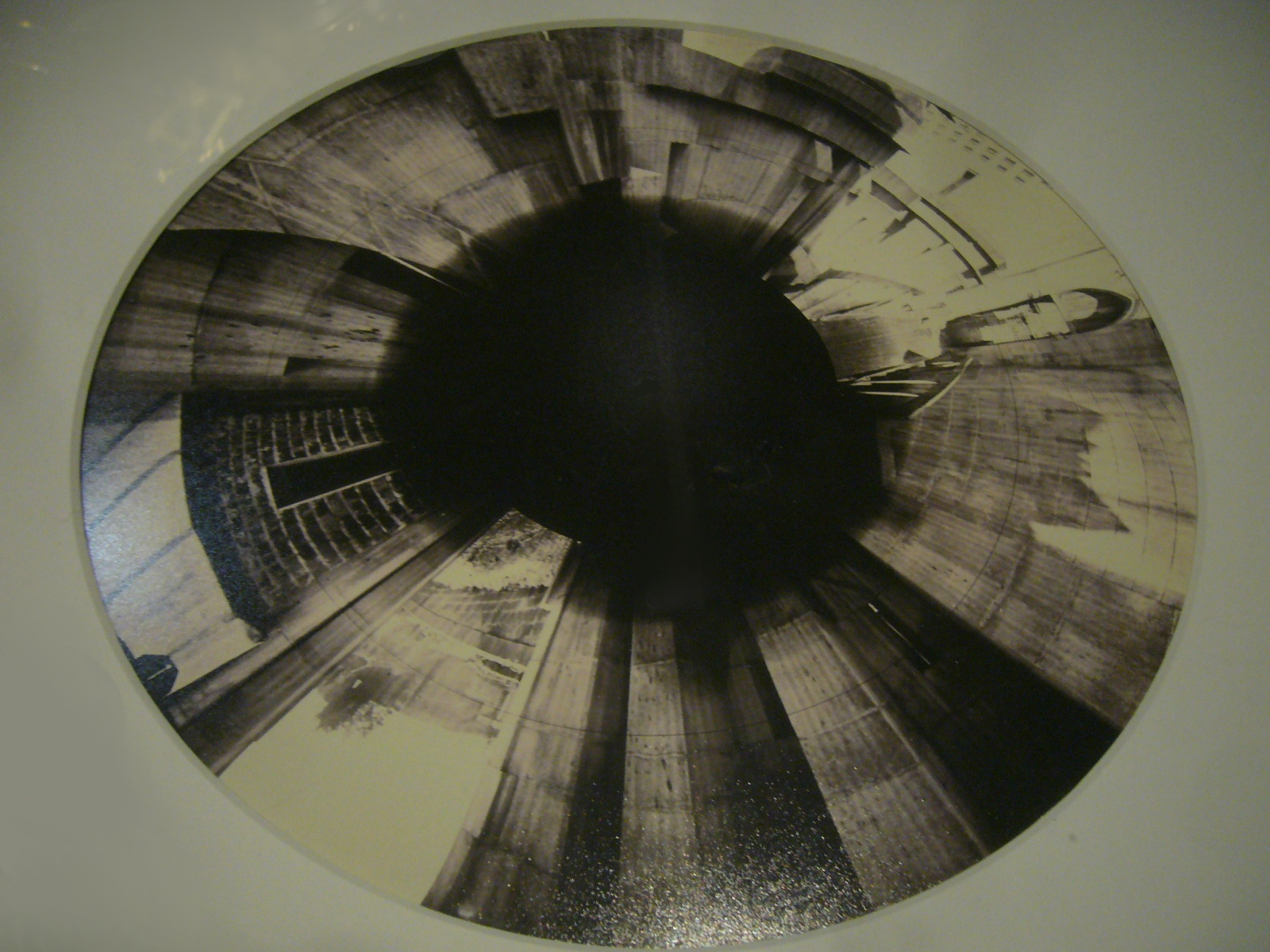
Photographie anamorphique du Chateau de Pierrefonds en 1866, Prise par une Planchette photographique. Photo d'Auguste Chevalier (mort en 1868).